# Рауль Ентерріос
Рауль Ентерріос  (ісп. Raúl Entrerríos, 12 лютого 1981) — іспанський гандболіст, олімпійський медаліст.

## Виступи на Олімпіадах
| Олімпіада  | Дисципліна | Місце |
| ---------- | ---------- | ----- |
| Пекін 2008 | гандбол    | 3     |